# 발카구

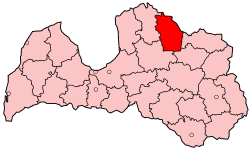
발카 구의 위치

발카구(라트비아어: Valkas rajons)는 라트비아 북동부에 있던 구로 행정 중심지는 발카이며 면적은 2,440km2, 인구는 32,930명(2004년 기준), 인구 밀도는 13.5명/km2이다. 4개 시와 17개 교구를 관할했으며 2009년에 실시된 행정 구역 개편에 따라 폐지되었다. 발미에라 구와 체시스 구, 굴베네 구, 알룩스네 구와 인접해 있었으며 에스토니아와 국경을 접하고 있었다.